# Pinilla-Trasmonte
Pinilla-Trasmonte är en ort i Spanien.   Den ligger i provinsen Provincia de Burgos och regionen Kastilien och Leon, i den centrala delen av landet, 160 km norr om huvudstaden Madrid. Pinilla-Trasmonte ligger 937 meter över havet och antalet invånare är 210.
Terrängen runt Pinilla-Trasmonte är huvudsakligen platt, men åt nordost är den kuperad. Runt Pinilla-Trasmonte är det mycket glesbefolkat, med 5 invånare per kvadratkilometer. Närmaste större samhälle är Gumiel de Hizán, 12,5 km sydväst om Pinilla-Trasmonte. Trakten runt Pinilla-Trasmonte består till största delen av jordbruksmark.